# Her Hour of Triumph
Her Hour of Triumph è un cortometraggio muto del 1912 diretto da Archer MacMackin. Il soggetto è tratto da un racconto del 1884 di Guy de Maupassant intitolato La collana: fu una delle prime trasposizione di un'opera dello scrittore francese per il cinema. Lo stesso soggetto era già stato adattato per lo schermo con un film del 1909 diretto da D.W. Griffith e distribuito con il titolo The Necklace.

## Trama
La signora Barton, per poter brillare a una festa, si fa imprestare da un'amica una splendida collana. A fine, serata, però, si rende conto di averla persa. Vergognandosi, contatta un gioielliere che dovrà farle in gran fretta un gioiello uguale da restituire al posto di quello perduto. Senza dire niente all'amica, il collier viene sostituito da una copia perfetta. La donna, però, deve da quel momento abbandonare i suoi sogni di una vita sociale per lavorare duramente, in modo da poter ripagare la collana.
Rivede molto tempo dopo l'amica, bella ed elegante. Lei, invece, è ridotta in uno stato misero. Confessa allora che si è ridotta così per ripianare il debito con il gioielliere, suscitando lo stupore della vecchia amica che le confessa che la collana imprestata - e persa - era falsa.

## Produzione
Il film fu prodotto dalla Essanay Film Manufacturing Company, con il titolo di lavorazione The Necklace (La collana/La Parure), che era il titolo in inglese del racconto di Guy de Maupassant.

## Distribuzione
Distribuito dalla General Film Company, il film - un cortometraggio di una bobina - uscì nelle sale cinematografiche statunitensi il 1º agosto 1912.